# 栂井義雄
栂井 義雄（とがい よしお、1906年9月25日 - 1983年6月27日）は、日本の経営史学者。
台湾台南市生まれ。東京商科大学（現一橋大学）卒。1976年「三井物産会社の経営史的研究」で中央大学商学博士。東洋経済新報社をへて専修大学経営学部教授、学部長、77年定年、名誉教授、松山商科大学教授。日本経営史研究所理事。

## 著書
- 『戦争・財閥・軍需工業』東洋経済新報社 1937
- 『独逸の証券及株式会社統制』東洋書館 1941
- 『小倉正恒伝・古田俊之助伝』東洋書館 日本財界人物伝全集 1954
- 『財閥と資本家たち 日本資本主義断面史』学風書院 1956
- 『日本産業・企業史概説』税務経理協会 1969
- 『三井物産会社の経営史的研究 「元」三井物産会社の定着・発展・解散』東洋経済新報社 1974
- 『三井財閥史 大正・昭和編』教育社歴史新書. 1978
- 『日本資本主義の群像 人物財界史』教育社歴史新書 1980

### 共編著
- 『三井・三菱・住友』三宅晴輝共著 要書房 1953
- 『総合商社の経営史』宮本又次,三島康雄共編 東洋経済新報社 1976

## 論文
- Cinii

## 注
1. ↑  『「現代物故者事典」総索引 : 昭和元年～平成23年 2 (学術・文芸・芸術篇)』日外アソシエーツ株式会社、2012年、733頁。
2. ↑  『人物物故大年表』
3. ↑  『日本資本主義の群像』著者紹介